# Palmira (Colombia)
Palmira è un comune della Colombia facente parte del dipartimento di Valle del Cauca. Il comune si trova all'interno dell'area metropolitana di Cali.
Il primo insediamento venne fondato nel 1680, e successivamente, nel 1824 venne eretto a comune. Al censimento del 2005 possedeva una popolazione di 278.388 abitanti.